# Druga crnogorska fudbalska liga 2006-2007
La Druga crnogorska fudbalska liga 2006-2007 (seconda lega calcistica montenegrina 2006-2007), conosciuta semplicemente anche come 2.CFL 2006-2007, è stata la 1ª edizione di questa competizione, la seconda divisione del campionato montenegrino di calcio.

## Stagione

### Avvenimenti
Al campionato sono iscritte 12 squadre. La maggior parte di loro (7) proviene dalla Crnogorska republička liga, uno dei gironi della terza divisione della Serbia e Montenegro, categoria soppressa nell'estate 2006. Dalla 1.CFL 2005-2006 sono retrocesse Zora, Mornar e Bokelj. Dalla divisione inferiore sono state promosse Zabjelo e Jezero.

### Formula
In stagione le squadre partecipanti sono 12: 3 che sono retrocesse dalla 1.CFL, 7 provenienti dalla Crnogorska republička liga e 2 promosse dai campionati regionali.
Le 12 squadre disputano un girone andata-ritorno; al termine delle 22 giornate ne disputano ancora 11 secondo uno schema prefissato (totale 33 giornate), al termine di queste:
- La prima classificata viene promossa in 1.CFL 2007-2008
- Seconda e terza classificata vanno agli spareggi contro penultima e terzultima di 1.CFL 2006-2007
- Le ultime due classificate vengono retrocesse in 3.CFL 2007-2008

## Squadre
| Club           | Città     | Stadio                  | Posizione 2005-2006               |
| -------------- | --------- | ----------------------- | --------------------------------- |
| Zora           | Spuž      | Gradski stadion         | 8º in 1. CFL                      |
| Mornar         | Antivari  | Stadion Topolica        | 9º in 1. CFL                      |
| Bokelj         | Cattaro   | Stadion pod Vrmcem      | 10º in 1. CFL                     |
| Ibar           | Rožaje    | Stadion Bandžovo Brdo   | 3º in Republička liga             |
| Crvena Stijena | Podgorica | Stadion Tološi          | 4º in Republička liga             |
| Bratstvo       | Podgorica | Stadion Ljajkovići      | 5º in Republička liga             |
| Čelik Nikšić   | Nikšić    | Stadion Željezare       | 6º in Republička liga             |
| Gusinje        | Gusinje   | Gradski stadion         | 7º in Republička liga             |
| Lovćen         | Cettigne  | Stadion Obilića Poljana | 8º in Republička liga             |
| Arsenal Tivat  | Teodo     | Stadion u Parku         | 9º in Republička liga             |
| Jezero         | Plav      | Stadion pod Racinom     | 1º in Zonska liga (girone Nord)   |
| Zabjelo        | Podgorica | Stadion Zabjelo         | 1º in Zonska liga (girone Centro) |

## Classifica
|  | Pos. | Squadra           | Pt | G  | V  | N  | P  | GF | GS | DR  |
|  | ---- | ----------------- | -- | -- | -- | -- | -- | -- | -- | --- |
|  | 1.   | Lovćen            | 69 | 33 | 21 | 6  | 6  | 50 | 21 | +29 |
|  | 2.   | Bokelj            | 66 | 33 | 20 | 6  | 7  | 57 | 24 | +33 |
|  | 3.   | Ibar              | 63 | 33 | 19 | 6  | 8  | 42 | 25 | +17 |
|  | 4.   | Zabjelo           | 50 | 33 | 14 | 8  | 11 | 50 | 40 | +10 |
|  | 5.   | Arsenal Tivat     | 43 | 33 | 11 | 10 | 12 | 40 | 38 | +2  |
|  | 6.   | Gusinje           | 40 | 33 | 10 | 10 | 13 | 32 | 43 | −11 |
|  | 7.   | Bratstvo          | 39 | 33 | 10 | 9  | 14 | 35 | 41 | −6  |
|  | 8.   | Crvena Stijena    | 39 | 33 | 10 | 9  | 14 | 29 | 37 | −8  |
|  | 9.   | Jezero            | 38 | 33 | 11 | 5  | 17 | 27 | 42 | −15 |
|  | 10.  | Čelik Nikšić (−1) | 35 | 33 | 10 | 6  | 17 | 31 | 47 | −16 |
|  | 11.  | Mornar            | 35 | 33 | 9  | 8  | 16 | 27 | 40 | −5  |
|  | 12.  | Zora (−1)         | 31 | 33 | 9  | 5  | 19 | 30 | 52 | −20 |

Legenda:
      Promosso in 1.CFL 2007-2008.
  Partecipa agli spareggi-promozione.
      Retrocesso in 3.CFL.
Regolamento:
Tre punti a vittoria, uno a pareggio, zero a sconfitta.
Note:
Čelik penalizzato di 1 punto per aver utilizzato 2 giocatori squalificati nella gara (persa 0−3 a tavolino, 1−0 sul campo), contro lo Jezero all'11ª giornata.
Zora penalizzato di 1 punto per non aver pagato il taxi agli arbitri nella gara contro il Lovćen alla 1ª giornata.

### Classifica avulsa
Per determinare la 10ª posizione (salvezza) e la 11ª (retrocessione) fra le due squadre a 35 punti, si è ricorso alla classifica avulsa.
|  | Pos. | Squadra      | Pt | G | V | N | P | GF | GS | DR |
|  | ---- | ------------ | -- | - | - | - | - | -- | -- | -- |
|  | 10.  | Čelik Nikšić | 6  | 3 | 2 | 0 | 1 | 7  | 6  | +1 |
|  | 11.  | Mornar       | 3  | 3 | 1 | 0 | 2 | 6  | 7  | −1 |

## Risultati
|                | Ars  | Bok  | Bra  | Gus  | Zab  | Zor  | Iba  | Jez  | Lov  | Mor  | C.S  | Čel  |
| -------------- | ---- | ---- | ---- | ---- | ---- | ---- | ---- | ---- | ---- | ---- | ---- | ---- |
| Arsenal        | –––– | 3-2  | 3-2  | 5-1  | 1-1  | 1-1  | 1-1  | 0-0  | 0-0  | 0-1  | 0-1  | 0-0  |
| Arsenal        | –––– | 2-1  | -    | -    | 3-1  | -    | -    | 0-2  | -    | -    | 0-2  | 1-1  |
| Bokelj         | 3-0  | –––– | 1-1  | 2-1  | 6-1  | 2-0  | 3-0  | 2-0  | 1-2  | 3-0  | 0-0  | 2-0  |
| Bokelj         | -    | –––– | 3-0  | 2-0  | 1-3  | -    | -    | -    | 1-1  | 0-0  | -    | -    |
| Bratstvo       | 0-1  | 1-4  | –––– | 3-1  | 2-0  | 0-0  | 0-4  | 1-0  | 2-2  | 0-2  | 1-3  | 0-0  |
| Bratstvo       | 3-0  | -    | –––– | -    | -    | 2-2  | 0-1  | -    | 0-1  | 3-2  | 1-1  | -    |
| Gusinje        | 3-1  | 0-0  | 1-0  | –––– | 4-4  | 1-0  | 1-1  | 0-0  | 1-0  | 2-0  | 0-0  | 2-1  |
| Gusinje        | 0-0  | -    | 0-3  | –––– | -    | -    | 0-0  | -    | 0-1  | 0-0  | -    | -    |
| Zabjelo        | 3-1  | 1-2  | 0-2  | 4-1  | –––– | 3-3  | 0-0  | 2-0  | 1-2  | 0-0  | 1-2  | 1-2  |
| Zabjelo        | -    | -    | 1-0  | 1-1  | –––– | -    | 1-2  | -    | 0-1  | 1-1  | -    | -    |
| Zora           | 0-8  | 0-1  | 2-1  | 1-2  | 0-3  | –––– | 0-1  | 3-1  | 0-3  | 2-1  | 1-2  | 2-0  |
| Zora           | 1-0  | 0-1  | -    | 3-1  | 0-2  | –––– | 1-2  | -    | 0-1  | -    | -    | -    |
| Ibar           | 0-0  | 2-1  | 3-1  | 2-1  | 1-1  | 2-0  | –––– | 3-1  | 0-1  | 1-0  | 2-0  | 1-0  |
| Ibar           | 0-1  | 0-1  | -    | -    | -    | -    | –––– | 2-0  | -    | -    | 0-1  | 0-1  |
| Jezero         | 3-0  | 0-1  | 2-1  | 0-3  | 0-1  | 0-0  | 1-0  | –––– | 0-3  | 2-0  | 1-0  | 3-0  |
| Jezero         | 0-1  | 0-4  | 0-1  | 2-0  | 0-5  | 0-1  | -    | –––– | -    | -    | -    | 0-0  |
| Lovćen         | 1-0  | 3-1  | 1-1  | 1-0  | 1-0  | 4-2  | 1-0  | 1-0  | –––– | 2-0  | 1-0  | 3-0  |
| Lovćen         | 0-1  | -    | -    | -    | -    | -    | 2-3  | 0-0  | –––– | -    | 0-0  | 5-1  |
| Mornar         | 1-3  | 1-0  | 0-0  | 1-0  | 1-2  | 0-1  | 0-1  | 0-2  | 1-0  | –––– | 3-2  | 3-4  |
| Mornar         | 1-1  | -    | -    | -    | -    | 1-2  | 0-1  | 2-1  | 1-3  | –––– | 0-0  | -    |
| Crvena Stijena | 0-3  | 0-3  | 0-0  | 3-1  | 0-1  | 2-0  | 1-2  | 0-1  | 1-4  | 0-0  | –––– | 0-1  |
| Crvena Stijena | -    | 0-0  | -    | 1-2  | 0-3  | 1-0  | -    | 4-2  | -    | -    | –––– | 1-1  |
| Čelik          | 2-0  | 0-2  | 0-2  | 1-1  | 0-1  | 1-0  | 3-4  | 0-3  | 2-1  | 2-1  | 2-1  | –––– |
| Čelik          | -    | 1-2  | 0-1  | 0-1  | 0-1  | 2-1  | -    | -    | -    | 1-2  | -    | –––– |

## Spareggi
Penultima e terzultima della prima divisione sfidano seconda e terza della seconda divisione per due posti in Prva crnogorska fudbalska liga 2007-2008. Il Bokelj ha conquistato la promozione.